# Azurina elerae
Azurina elerae là một loài cá biển thuộc chi Azurina trong họ Cá thia. Loài này được mô tả lần đầu tiên vào năm 1928.

## Từ nguyên
Từ định danh được đặt theo tên của Castro de Elera, một thầy dòng Dominica kiêm nhà động vật học.

## Phân loại học
A. elerae ban đầu được xếp vào chi Chromis, nhưng dựa trên bằng chứng di truyền, loài này đã được chuyển sang chi Azurina.

## Phạm vi phân bố và môi trường sống
Từ Maldives và quần đảo Cocos (Keeling) ở phía nam, A. elerae được ghi nhận ở vùng biển các nước Đông Nam Á (trừ một phần khu vực Đông Dương) và trải dài đến các đảo quốc thuộc Micronesia và Melanesia (xa nhất đến Tonga), ngược lên phía bắc đến quần đảo Ryukyu (Nhật Bản) và đảo Đài Loan, xuôi về phía nam đến rạn san hô Great Barrier.
A. elerae sống tập trung gần những rạn san hô viền bờ, đặc biệt là khu vực nhiều san hô đen, bọt biển lớn hoặc san hô mềm, ở độ sâu khoảng 12 đến 70 m (thường sâu hơn 20 m).

## Mô tả
Chiều dài cơ thể tối đa được ghi nhận ở A. elerae là 7 cm. Cơ thể có màu nâu xám với 2 đốm trắng ở gốc sau của vây lưng và vây hậu môn. Gốc trên của vây ngực có đốm đen.
Số gai ở vây lưng: 12; Số tia vây ở vây lưng: 11–12; Số gai ở vây hậu môn: 2; Số tia vây ở vây hậu môn: 10–11; Số gai ở vây bụng: 1; Số tia vây ở vây bụng: 5; Số tia vây ở vây ngực: 17–18; Số vảy đường bên: 15–17; Số lược mang: 26–31.

## Sinh thái học
Thức ăn của A. elerae là những sinh vật phù du. Cá đực có tập tính bảo vệ và chăm sóc trứng.